# Кубок шотландської ліги з футболу 2012—2013
Кубок шотландської ліги 2012–2013 — 67-й розіграш Кубка шотландської ліги. Змагання проводиться за системою «плей-оф», де і визначають переможця. Переможцем вперше став Сент-Міррен.

## Календар
| Раунд        | Дата                     | Матчі | Клуби   |
| ------------ | ------------------------ | ----- | ------- |
| Перший раунд | 31 липня - 7 серпня 2012 | 15    | 42 → 27 |
| Другий раунд | 22-30 серпня 2012        | 11    | 27 → 16 |
| 1/8 фіналу   | 25-26 вересня 2012       | 8     | 16 → 8  |
| 1/4 фіналу   | 30-31 жовтня 2012        | 4     | 8 → 4   |
| 1/2 фіналу   | 26-27 січня 2013         | 2     | 4 → 2   |
| Фінал        | 17 березня 2013          | 1     | 2 → 1   |

## Перший раунд
| Команда 1                | Рахунок         | Команда 2            |
| ------------------------ | --------------- | -------------------- |
| 31 липня 2012            |                 |                      |
| Пітерхед (4)             | 0:0 дч пен. 1:4 | Данді                |
| 4 серпня 2012            |                 |                      |
| Квін оф зе Саут (3)      | 5:2             | Аллоа Атлетік (3)    |
| Странрар (3)             | 0:8             | Лівінгстон (2)       |
| Рейт Роверз (2)          | 4:3             | Бервік Рейнджерс (4) |
| Стенхаузмур (3)          | 4:0             | Бріхін Сіті (3)      |
| Монтроз (4)              | 2:1             | Ковденбіт (2)        |
| Ейр Юнайтед (3)          | 6:1             | Клайд (4)            |
| Арброт (3)               | 1:1 дч пен. 3:2 | Стерлінг Альбіон (4) |
| Гамільтон Академікал (2) | 2:0             | Еннан Атлетік (4)    |
| Фолкерк (2)              | 2:0             | Елгін Сіті (4)       |
| Дамбартон (2)            | 2:0             | Альбіон Роверз (3)   |
| Квінз Парк (4)           | 3:2 дч          | Ейрдріоніанс (1)     |
| Форфар Атлетік (3)       | 0:2             | Партік Тісл (2)      |
| 5 серпня 2012            |                 |                      |
| Іст Стерлінгшир (4)      | 1:5             | Грінок Мортон (2)    |
| 7 серпня 2012            |                 |                      |
| Рейнджерс (4)            | 4:0             | Іст Файф (3)         |

## Другий раунд
| Команда 1                | Рахунок | Команда 2                 |
| ------------------------ | ------- | ------------------------- |
| 22 серпня 2012           |         |                           |
| Грінок Мортон (2)        | 0:2 дч  | Абердин                   |
| 28 серпня 2012           |         |                           |
| Лівінгстон (2)           | 3:2 дч  | Дамбартон (2)             |
| Росс Каунті              | 1:4     | Рейт Роверз (2)           |
| Кілмарнок                | 1:2     | Стенхаузмур (3)           |
| Квін оф зе Саут (3)      | 2:0     | Гіберніан                 |
| Данфермлін Атлетік (2)   | 3:0     | Монтроз (4)               |
| Гамільтон Академікал (2) | 1:0 дч  | Партік Тісл (2)           |
| 29 серпня 2012           |         |                           |
| Сент-Міррен              | 5:1     | Ейр Юнайтед (3)           |
| Квінз Парк (4)           | 2:1     | Данді                     |
| Арброт (3)               | 0:2     | Інвернесс Каледоніан Тісл |
| 30 серпня 2012           |         |                           |
| Рейнджерс (4)            | 3:0     | Фолкерк (2)               |

## 1/8 фіналу
| Команда 1              | Рахунок         | Команда 2                 |
| ---------------------- | --------------- | ------------------------- |
| 25 вересня 2012        |                 |                           |
| Селтік                 | 4:1             | Рейт Роверз (2)           |
| Сент-Міррен            | 1:0             | Гамільтон Академікал (2)  |
| Гарт оф Мідлотіан      | 3:1             | Лівінгстон (2)            |
| Сент-Джонстон          | 4:1             | Квінз Парк (4)            |
| Стенхаузмур (3)        | 1:1 дч пен. 5:6 | Інвернесс Каледоніан Тісл |
| Квін оф зе Саут (3)    | 0:1             | Данді Юнайтед             |
| 26 вересня 2012        |                 |                           |
| Рейнджерс (4)          | 2:0             | Мотервелл                 |
| Данфермлін Атлетік (2) | 0:1             | Абердин                   |

## 1/4 фіналу
| Команда 1      | Рахунок         | Команда 2                 |
| -------------- | --------------- | ------------------------- |
| 30 жовтня 2012 |                 |                           |
| Абердин        | 2:2 дч пен. 2:4 | Сент-Міррен               |
| Селтік         | 5:0             | Сент-Джонстон             |
| 31 жовтня 2012 |                 |                           |
| Данді Юнайтед  | 1:1 дч пен. 4:5 | Гарт оф Мідлотіан         |
| Рейнджерс (4)  | 0:3             | Інвернесс Каледоніан Тісл |

## 1/2 фіналу
| Команда 1                 | Рахунок         | Команда 2         |
| ------------------------- | --------------- | ----------------- |
| 26 січня 2013             |                 |                   |
| Інвернесс Каледоніан Тісл | 1:1 дч пен. 4:5 | Гарт оф Мідлотіан |
| 27 січня 2013             |                 |                   |
| Сент-Міррен               | 3:2             | Селтік            |

## Фінал
| 17 березня 2013 17:00 (EEST) |

| Сент-Міррен                          | 3:2      | Гарт оф Мідлотіан  |
| ------------------------------------ | -------- | ------------------ |
| Гонсалвеш 36' Томпсон 46' Ньютон 66' | Протокол | Стівенсон 10', 85' |

| Гемпден-Парк, Глазго Глядачів: 44 036 Арбітр: Крейг Томсон |